# Benetice
Benetice är en ort i Tjeckien.   Den ligger i regionen Vysočina, i den centrala delen av landet, 140 km sydost om huvudstaden Prag. Benetice ligger 571 meter över havet och antalet invånare är 191.
Terrängen runt Benetice är huvudsakligen platt, men åt sydväst är den kuperad. Runt Benetice är det tätbefolkat, med 276 invånare per kvadratkilometer. Närmaste större samhälle är Třebíč, 9,2 km söder om Benetice. Omgivningarna runt Benetice är en mosaik av jordbruksmark och naturlig växtlighet.